# The Bard's Tale IV: Barrows Deep
The Bard's Tale IV: Barrows Deep est un jeu vidéo de type dungeon crawler développé et édité par InXile Entertainment, sorti le 18 septembre 2018,.

## Système de jeu
The Bard's Tale IV: Barrows Deep est un jeu vidéo de rôle à un joueur de type dungeon crawler en équipe avec une expérience de jeu de vue à la première personne,.
Le jeu est conçu avec le moteur de jeu Unreal Engine 4. L'équipe de développement a utilisé la technique de la photogrammétrie pour créer les textures des objets 3D du jeu.
Julie Fowlis, une chanteuse écossaise de folk, a contribué à la musique du jeu.

## Sortie
Le jeu sort le 18 septembre 2018 sur Windows. Une version Director's Cut du jeu, qui comprend de nouveaux donjons et des fonctions supplémentaires d'ergonomie, est prévue pour sortir le 27 août 2019 sur PlayStation 4, Xbox One, macOS et Linux. Les propriétaires existants de la version Windows peuvent mettre à niveau leur jeu vers la version Director's Cut gratuitement.

## Distinctions

### Nominations
Le jeu a été nommé pour le prix de la « Meilleure chanson originale » avec Across the Seven Realms et le prix du « Meilleur design sonore pour un jeu indépendant » au G.A.N.G. Awards 2019.